# GOD SIDE
GOD SIDE(ゴッドサイド)とは、日本の劇団ドラゴンアットマークが毎月開催している舞台の題名。

## 概要
主にアニメのシーン再現を行う。

名場面をピックアップし、舞台役者がコスプレ衣装に身を包みステージ上で演じ、その動きに声優が生でアテレコを行う。

誰でも知っている感動の名場面から、オリジナル要素を加えた二次創作のギャグ台本まで内容は様々。